# 皮德杜比齊 (盧茨克區)
50°45′47″N 25°30′49″E / 50.76306°N 25.51361°E
皮德杜比齊（烏克蘭語：Піддубці），是烏克蘭的村落，位於該國西部沃倫州，由盧茨克區負責管轄，始建於1541年，面積1平方公里，海拔高度228米，2001年人口1,037，人口密度每平方公里1,037人。